# Tabanus cuculus
Tabanus cuculus är en tvåvingeart som beskrevs av Szilady 1923. Tabanus cuculus ingår i släktet Tabanus och familjen bromsar. Inga underarter finns listade i Catalogue of Life.